# メンドク星マーチ
「メンドク星マーチ」は、高田純次&松元環季/ケロロ小隊/イオラナのシングル。2010年3月3日にFlyingDogから発売された。

## 概要
- 年齢差52才の究極デュエットソングとして制作された[2]。2010年2月27日に公開されたアニメ映画『超劇場版ケロロ軍曹 誕生!究極ケロロ 奇跡の時空島であります!!』のオープニングテーマとして使用された[3]。
- 2曲目「メンドク星マーチ <小隊Ver.>」はケロロ小隊のカバーであり、テレビアニメ『ケロロ軍曹』のオープニングテーマとして使用された[4]。
- 3曲目「イオラナのうた」は、アニメ映画『超劇場版ケロロ軍曹 誕生!究極ケロロ 奇跡の時空島であります!!』の挿入歌として使用された[5]。

## 収録曲
1. メンドク星マーチ [3:12]
歌：高田純次&松元環季
作詞：織田佳子、作曲：ken sato、編曲：ken sato・林部亜紀子
2. メンドク星マーチ <小隊Ver.> [3:13]
歌：ケロロ小隊
作詞：織田佳子、作曲：ken sato、編曲：ken sato・林部亜紀子
3. イオラナのうた [4:26]
歌：イオラナ（本城雄太郎&松元環季）
作詞・作曲・編曲：鈴木さえ子・掛川陽介・本澤尚之
4. メンドク星マーチ -超劇場版サイズ- [1:32]
5. メンドク星マーチ <小隊Ver.> -TVサイズ- [1:33]
6. メンドク星マーチ -じゅんじくんとうたおう- [3:13]
7. メンドク星マーチ -たまきちゃんとうたおう- [3:13]
8. メンドク星マーチ -オリジナル・カラオケ- [3:13]
9. イオラナのうた -オリジナル・カラオケ- [4:26]

## 参加ミュージシャン
| - メンドク星マーチ - ギター：ken sato - プログラミング：林部亜紀子 - コーラス：竹内浩明、風雅なおと、石塚勇 - レコーディングエンジニア：濱田純伸 - ミキシングエンジニア：濱田純伸 | - イオラナのうた - ケーナ：旭孝 - ストリングス：金原千恵子ストリングス - インストゥルメンタル：鈴木さえ子、掛川陽介、本澤尚之 - コーラス：鈴木さえ子、掛川陽介 - レコーディングエンジニア：本澤尚之 - ミキシングエンジニア：本澤尚之 |

## 収録アルバム
| 曲名             | 収録アルバム                              | 発売日        | 規格品番   |
| ---------------- | ----------------------------------------- | ------------- | ---------- |
| メンドク星マーチ | 『NON-STOP FlyingDog MEGA MIX DOG RUN!!』 | 2019年1月23日 | VTCL-60478 |

## スタッフクレジット
| プロデューサー                 | 福田正夫（FlyingDog）、佐藤正和（FlyingDog）、佐保歌名世（サンライズ音楽出版）、山田智子（サンライズ音楽出版） |
| プロダクションコーディネーター | 日比隆弘（ヒビックス）                                                                                         |
| エグゼクティブプロデューサー   | 佐々木史朗（FlyingDog）、眞野昇（サンライズ音楽出版）                                                          |
| プロモーター                   | 山下宏（FlyingDog）、伊藤将生（FlyingDog）                                                                     |
| セールスプランナー             | 江口梨紗（ビクターエンタテインメント）                                                                         |
| カバーイラストレーション       | 追崎史敏 |
| 仕上げ                         | 中里智恵 |
| 背景                           | ムクオスタジオ                                                                                                 |
| アートディレクション&デザイン  | 佐野三美子（command space）                                                                                    |
| フォトグラファー               | 大塚日出樹（小池事務所）                                                                                       |
| アシスタントフォトグラファー   | 白井裕介 |
| ヘアメイク                     | 橘房図（for 松元環季）                                                                                         |
| スタイリング                   | 鍋田由美（for 高田純次）、相澤樹（for 松元環季）                                                               |
| ジャケット編集                 | 藤田奈美（FlyingDog）                                                                                          |